# كارستن براستاد
كارستن براستاد (بالنرويجية البوكمول: Karsten Brustad)‏ هو ملحن نرويجي، ولد في 16 أغسطس 1959.